# Кашкадаринска област
Кашкадаринска област (на узбекски: Qashqadaryo viloyati) е една от 12-те области (вилояти) на Узбекистан. Площ 28 570 km² (4-то място по големина в Узбекистан, 6,38% от нейната площ). Население на 1 януари 2019 г. 3 213 300 души (3-то място по население в Узбекистан, 9,59% от нейното население). Административен център град Карши. Разстояние от Ташкент до Карши 518 km.

## Историческа справка
Всичките 12 града в областта са признати за такива по време на съветската власт, в периода от 1926 г. (Карши) до 1982 г. (Янги-Нишан). На 20 януари 1943 г. т.нар. Каршински окръг на Бухарска област е преобразуван в Кашкадаринска област, която на 25 януари 1960 г. е закрита и територията ѝ отново е включена в състава на Бухарска област, но вече като Каршински район. На 7 февруари 1964 г. областта отново е създадена и от тази дата съществува в съвременните си граници.

## Географска характеристика
Кашкадаринска област се намира в южната част на Узбекистан. На югозапад граничи с Туркменистан, на североизток – със Согдийска област на Таджикистан, на югоизток – със Сурхандаринска област, на северозапад – с Бухарска и Навойска област и на север – със Самаркандска област. В тези си граници заема площ от 28 570 km² (4-то място по големина в Узбекистан, 6,38% от нейната площ). Дължина от запад на изток 285 km, ширина от север на юг 150 km.
Кашкадаринска област е разположена в басейна на река Кашкадаря, а на изток в нея навлизат крайните западни разклонения на Хисаро-Алайската планинска система. По-голямата част от територията ѝ е равнинна, заета от Каршинската степ на северозапад, Нишанската степ на юг и пустинята Сундукли (източната част на пустинята Каракум) на югозапад. От североизток и югоизток тези степи се ограждат от западните разклонения на Зеравшанския и Хисарския хребети, като в последния, на границата със Сурхандаринска област се намира максималната височина на областта 4340 m (39°02′09″ с. ш. 67°34′39″ и. д. / 39.035833° с. ш. 67.5775° и. д.).
Климатът е рязко континентален, пустинен. Зимата е топла, със средна януарска температура в равнината от -0,2 °С до +0,8 °С. Лятото е горещо, сухо и продължително със средна юлска температура 31,5 °С. Този температурен режим е благоприятен за отглеждане на тънковлакнести сортове памук. През зимата се наблюдават епизодични заледявания, а през лятото са характерни сухите и горещи ветрове „гармсил“. Валежите падат основно през зимата и пролетта, като количеството им се колебае от 200 – 250 mm в равнинните до 500 mm в планинските и предпланинските райони.
Главната река е Кашкадаря, пресичаща областта от изток на запад и губеща се в пясъците на Каршинската степ. Основните ѝ притоци са Аксу, Яккабагдаря (Къзълдаря), Гузардаря и др., стичащи се от околните планини. Всички те имат предимно снежно подхранване и с ясно изразено пълноводие през пролетта и началото на лятото. За по-пълноценното използване на водите им за напояване са изградени няколко големи водохранилища: Чимкурганско на Кашкадаря, Камашинско на Яккабагдаря и Пачкамарско на Гузардаря. От Кашкадаря и от болшинството от притоците ѝ се отделят напоителни канали, образуващи оазиси на поливно земеделие: Китабо-Шахрисабски, Гузаро-Камашински и най-големия – Каршински.
В южните части на областта преобладават пясъчните пространства (пустинята Сундукли) и много такири, а в северната част – глинести равнини и солончаци. По долината на Кашкадаря са развити светли и типични сиви почви, солончаци, ливадни почви и др. В планините в разпространението на почвите се наблюдава поясна зоналност: типични сивоземни, тъмни сивоземни, канелени и планинско-ливадни почви. Пустинната част на областта е с бедна растителност (основно ефемери и пелин), а по долините на реките – влаголюбива растителност. Планините са покрити с редки гори и храсти, като преобладава арчата (средноазиатски вид хвойна). Ниските части на склоновете се използват за пасища. В планините обитават планински козел (архар), сърна, разнообразни хищници – кафява мечка, вълк, чакал, лисица и др., от птиците – кеклик, степен орел и др., а в пустинните райони – пустинни гризачи, антилопа джейран, влечуги, паяци, гущери и др.

## Население
На 1 януари 2019 г. населението на Кашкадаренска област област е наброявало 3 213 300 души (9,59% от населението на Узбекистан). Гъстота 112,47 души/km². Градско население 27%. В етническия състав преобладават узбеките 91,2%.

## Административно-териториално деление
В административно-териториално отношение Кашкадаринска област се дели на 13 административни района (тумани), 12 града, в т.ч. 1 град с областно подчинение и 11 града с районно подчинение и 123 селища от градски тип.

### Административни райони (тумани)
1. Чиракчински район – административен център гр. Чиракчи, селища от градски тип 8 броя: Айрътам, Дам, Джар, Кукдала, Паканди, Пахтаабад, Уймавут, Чиял
2. Дехканабадски район – административен център сгт Карашина, селища от градски тип 2 + 1 броя: Бешбулак, Дехканабад
3. Гузарски район – административен център гр. Гузар, селища от градски тип 5 броя: Джарарък, Машъал, Обихаят, Ширали, Янгикент
4. Камашински район – административен център гр. Камаши, селища от градски тип 5 броя: Бадахшан, Баландчайла, Каратепа, Къзълтепа, Сарбазар
5. Каршински район – административен център гр. Бешкент, селища от градски тип 15 броя: Губдин, Ертепа, Джумабазар, Каучин, Кучкак, Лагман, Мирмиран, Мустакиллик, Навруз, Нукрабад, Сарай, Файзъабад, Ханабад, Шилви, Янгихаят
6. Касански район – административен център гр. Касан, селища от градски тип 14 броя: Абад, Актепа, Байгунди, Байтерек, Гувалак, Есабай, Истиклал, Куйи-Абран, Мудин, Пудина, Пулатъ, Рахимсуфи, Сурхан, Тулга
7. Касбийски район – административен център сгт Муглан, селища от градски тип 8 + 1 броя: Денау, Дустлик, Касби, Кухна-Катаган, Майманак, Фазли, Ходжакасби, Янгикишлак
8. Китабски район – административен център гр. Китаб, селища от градски тип 13 броя: Абиканда, Алакуйлак, Бектимир, Бешказак, Бештерак, Варганза, Панжди, Рускишлак, Сариасия, Сиваз, Ходжи, Яккатут, Янгиабад
9. Миришкорски район – административен център сгт Янги Миришкор, селища от градски тип 2 + 1 броя: Джейнау, Памук
10. Мубарекски район – административен център гр. Мубарек, селища от градски тип 5 броя: Каракум, Карлик, Кунашахар, Китай, Шайх
11. Нишански район – административен център гр. Янги-Нишан, градове 1 брой: Талимарджан; селища от градски тип 9 броя: Айдън, Акалтън, Гулистан, Нишан, Нуристан, Пахтаабад, Пахтачи, Самарканд, Сардаба
12. Шахрисабски район – административен център гр. Шахрисабз, селища от градски тип 19 броя: Аммоган-1, Андай, Карасу, Келдихаят, Кумкишлак, Кунчикар-Дарваза, Кутчи, Кушканат, Мираки, Навкат, Наматан, Темирчи, Уртакурган, Ходжахурасан, Чаршанбе, Чащепа, Чукуркишлак, Шаматан, Янгикишлак
13. Яккабагски район – административен център гр. Яккабаг, селища от градски тип 14 броя: Алакарга, Алакуйлак, Джаркиргиз, Едилбек, Ески-Яккабаг, Кайрагач, Каттабаг, Каттаган, Маданият, Мевазар, Самак, Туран, Уз, Чубран

### Градове

#### Градове с областно значение
- Карши – включва 1 селище от градски тип: Кашкадаря

#### Градове с районно значение
- Бешкент
- Гузар
- Камаши
- Касан
- Китаб
- Мубарек
- Талимарджан
- Чиракчи
- Шахрисабз
- Яккабаг
- Янги-Нишан

## Икономика
Природните ресурси на областта включват значителни залежи от нефт и природен газ. В областта има и нефтопреработвателен завод, който е основа на индустрията в Кашкадаринската област. Други отрасли са преработката на вълна, текстилна промишленост, лека промишленост, хранително-вкусова промишленост и др. Селското стопанство се състои основно в отглеждане на памук, жито и екстензивно животновъдство.